# Louise Moriarty
 (février 2024).
Louise Moriarty, née le 17 janvier 1978 à Dublin, est une coureuse cycliste irlandaise.

## Palmarès sur route
- 2002
  - 2e du championnat d'Irlande du contre-la-montre
  - 3e du championnat d'Irlande sur route
- 2004
  - TQ Paper 2 Day
- 2005
  - 2e étape de TQ Paper 2 Day
  - 3e du championnat d'Irlande sur route
- 2006
  -  Championne d'Irlande du contre-la-montre
  - 1re et 3e étapes de TQ Paper 2 Day
  - 2e du championnat d'Irlande sur route
- 2007
  - Omloop van het Hageland
  -  Championne d'Irlande du contre-la-montre
  - 3e du championnat d'Irlande sur route
- 2008
  - Rás na mBan
  - 1re et 2e étapes de Rás na mBan
  - 2e du championnat d'Irlande sur route
  - 3e du championnat d'Irlande du contre-la-montre
- 2011
  - 6e étape de Rás na mBan
- 2014
  - 3e du championnat d'Irlande sur route

## Classements mondiaux
| Année                                 | 2011 |
| ------------------------------------- | ---- |
| Classement UCI                        | 262e |
|                                       |      |
| Légende : nc = non classéSource : UCI |      |